# Ungdomsolympiske lege
Ungdomsolympiske lege er en global idrætsbegivenhed for unge i alderen 14-18 år. Legene arrangeres af den Internationale Olympiske Komite som en ungdomsudgave af de traditionelle olympiske lege. Sommerudgaven blev første gang afholdt i Singapore i perioden 12.-26. august 2010, mens den første vinterudgave blev afholdt i 2012 i Innsbruck, Østrig.

## Sportsgrene

### Sommer-OL
Fra 2010 til 2022 har 37 sportsgrene været på det programmet ved de ungdomsolympiske lege. 27 sportsgrene var på programmet ved de første lege i 2010 i Singapore, og endnu to nye sportsgrene kom til i 2014 i Nanjing. De to nye sportsgrene var strandvolley (der erstattede volleyball) og hockey. I 2018 i Buenos Aires introducerede man yderligere seks nye sportsgrene, hvilket var strandhåndbold (erstatning for håndbold), breakdance, futsal (erstatning for fodbold), karate, inline speed skating og sportsklatring. Omkring 28 sportsgrene forventes at komme på programmet ved legene i 2022 i Dakar.
| Sportsgren     | På programmet |
| -------------- | ------------- |
| Bueskydning    | 2010-         |
| Atletik        | 2010-         |
| Badminton      | 2010-         |
| Basketball     | 2010-         |
| Strandhåndbold | 2018-         |
| Beachvolley    | 2014-         |
| Boksning       | 2010-         |
| Breakdance     | 2018-         |
| Kano og kajak  | 2010-         |
| Cykling        | 2010-         |
| Dykning        | 2010-         |
| Ridning        | 2010-         |
| Fægtning       | 2010-         |
| Hockey         | 2010-         |
| Fodbold        | 2010–2014     |
| Futsal         | 2018-         |
| Golf           | 2014-         |
| Gymnastik      | 2010-         |
| Håndbold       | 2010–2014     |

| Sportsgren           | På programmet |
| -------------------- | ------------- |
| Judo                 | 2010-         |
| Karate               | 2018-         |
| Moderne femkamp      | 2010-         |
| Inline speed skating | 2018          |
| Roning               | 2010-         |
| Syvmands rugby       | 2014-         |
| Sejlsport            | 2010-         |
| Skydning             | 2010-         |
| Skateboarding        | 2022-         |
| Sportsklatring       | 2018-         |
| Surfing              | 2022-         |
| Svømning             | 2010-         |
| Bordtennis           | 2010-         |
| Taekwondo            | 2010-         |
| Tennis               | 2010-         |
| Triathlon            | 2010-         |
| Volleyball           | 2010          |
| Vægtløftning         | 2010-         |
| Wrestling            | 2010-         |

### Vinter-OL
Der har været 16 sportsgrene med 46 discipliner ved ungdomsvinter-OL fra 2012 til 2020. Ved ungdomsvinter-OL 2012 i Innsbruck og 2016 i Lillehammer var der 15 sportsgrene på programmet. I den seneste udgave af ungdomsvinter-OL i 2020 i Lausanne blev skibjergbestigning tilføjet på det olympiske program.
| Sportsgren       | På programmet |
| ---------------- | ------------- |
| Alpint skiløb    | 2012-         |
| Skiskydning      | 2012-         |
| Bobslæde         | 2012-         |
| Cross            | 2012-         |
| Curling          | 2012-         |
| Kunstskøjteløb   | 2012-         |
| Freestyle skiløb | 2012-         |
| Ishockey         | 2012-         |

| Sportsgrene            | Aktuel siden |
| ---------------------- | ------------ |
| Kælkning               | 2012-        |
| Nordisk kombineret     | 2012-        |
| Kortbaneløb på skøjter | 2012-        |
| Skeleton               | 2012-        |
| Skihop                 | 2012-        |
| Skibjergbestigning     | 2020-        |
| Snowboarding           | 2012-        |
| Hurtigløb på skøjter   | 2012-        |

## Liste over ungdomsolympiske lege

### Ungdomssommer-OL
| Udgave | År   | Værtsby      | Værtsland | Åbnet af                 | Startdato   | Slutdato    | Nationer            | Antal atleter       | Sportsgrene | Discipliner | Flest vundne medaljer | Ref.  |
| ------ | ---- | ------------ | --------- | ------------------------ | ----------- | ----------- | ------------------- | ------------------- | ----------- | ----------- | --------------------- | ----- |
| I      | 2010 | Singapore    | Singapore | Præsident S. R. Nathan   | 14. august  | 26. august  | 204                 | 3.524               | 26          | 201         | Kina (CHN)            | [ 2 ] |
| II     | 2014 | Nanjing      | Kina      | Præsident Xi Jinping     | 16. august  | 28. august  | 203                 | 3.579               | 28          | 222         | Kina (CHN)            | [ 3 ] |
| III    | 2018 | Buenos Aires | Argentina | Præsident Mauricio Macri | 6. oktober  | 18. oktober | 206                 | 3.997               | 32          | 239         | Rusland (RUS)         | [ 4 ] |
| IV     | 2022 | Dakar        | Senegal   |                          | 22. oktober | 9. november | Kommende begivenhed | Kommende begivenhed | 35          | 244         | Kommende begivenhed   | [ 5 ] |
| IV     | 2026 | TBA          | TBA       |                          |             |             | Kommende begivenhed | Kommende begivenhed |             |             | Kommende begivenhed   |       |

### Ungdomsvinter-OL
| Udgave | År   | Værtsby     | Værtsland | Åbnet af                      | Startdato   | Slutdato    | Nationer            | Antal atleter       | Sportsgrene | Discipliner | Flest vundne medaljer | Ref.  |
| ------ | ---- | ----------- | --------- | ----------------------------- | ----------- | ----------- | ------------------- | ------------------- | ----------- | ----------- | --------------------- | ----- |
| I      | 2012 | Innsbruck   | Østrig    | Præsident Heinz Fischer       | 13. januar  | 22. januar  | 69                  | 1.059               | 7           | 63          | Tyskland (GER)        | [ 6 ] |
| II     | 2016 | Lillehammer | Norge     | Kong Harald 5. af Norge       | 12. februar | 21. februar | 71                  | 1.100               | 7           | 70          | USA (USA)             | [ 7 ] |
| III    | 2020 | Lausanne    | Schweiz   | Præsident Simonetta Sommaruga | 9. januar   | 22. januar  | 79                  | 1.872               | 8           | 81          | Rusland (RUS)         | [ 8 ] |
| IV     | 2024 | Gangwon     | Sydkorea  |                               | 19. januar  | 2. februar  | Kommende begivenhed | Kommende begivenhed |             |             | Kommende begivenhed   |       |